# Zonocryptus rufipes
Zonocryptus rufipes är en stekelart som först beskrevs av Cameron 1906.  Zonocryptus rufipes ingår i släktet Zonocryptus och familjen brokparasitsteklar. Inga underarter finns listade i Catalogue of Life.